# Roca Acorn
La Roca Acorn (en inglés: Acorn Rock) (54°0′S 38°14′O / -54.000, -38.233) es una roca que alcanza los 20 m s. n. m. y se ubica a unos 0,6 kilómetros al noroeste de la isla principal de las Islas Willis, en Georgia del Sur. El nombre descriptivo se aplicó durante la encuesta del HMS Owen en 1960-61.